# Zdzisław Haś
Zdzisław Haś (ur. 22 października 1930 w Koniecpolu, zm. 16 stycznia 2017) – polski wynalazca, doktor habilitowany, specjalizujący się inżynierii materiałowej, inżynierii powierzchni i trybologii.

## Życiorys
W 1954 uzyskał tytuł inżyniera na Wydziale Mechanicznym Politechniki Łódzkiej, a w 1956 podjął pracę na stanowisku asystenta w Katedrze Metaloznawstwa i Obróbki Cieplnej PŁ. W 1962 uzyskał stopień doktora, w 1968 zaś doktora habilitowanego. Jego rozprawa habilitacyjna dotyczyła metody badań współczynnika tarcia w procesie ciągnienia, tzw. metody Hasia. W 1968 został docentem, a w 1978 uzyskał tytuł profesora. W 1992 został profesorem zwyczajnym. W latach 1972–1976 był zastępcą dyrektora do spraw dydaktycznych Instytutu Inżynierii Materiałowej i Technologii Bezwiórowych, a w latach 1976–1998 dyrektorem Instytutu.
Był członkiem założycielem Polskiego Towarzystwa Metaloznawczego i Polskiego Towarzystwa Materiałoznawczego. Był członkiem Komitetu Nauki o Materiałach PAN, Komitetu Metalurgii PAN, Komitetu Budowy Maszyn PAN, Komitetu do spraw Nauki i Postępu Technicznego przy Radzie Ministrów (1988-1990), American Society for Metals (od 1995), Rady Naukowej Instytutu Inżynierii Materiałowej Politechniki Warszawskiej, zespołu Doradców Ministra Przemysłu. Był także wiceprezesem Rady Naukowej Instytutu Techniki Cieplnej oraz prezesem Związku Nauczycielstwa Polskiego na Politechnice Łódzkiej
Został pochowany na cmentarzu w Koniecpolu.

## Wynalazki
Haś był twórcą 25 patentów, współtwórcą 20 oraz twórcą 5 wzorów użytkowych. Był twórcą m.in.:
- syntetycznego związku smarującego MoS2,
- nowego związku smarującego WS2,
- metody doświadczalnego wyznaczania współczynnika tarcia przy przeróbce plastycznej metali,
- technologii azotonasiarczania gazowego SULFONIT,
- technologii azotowania próżniowego NITROVAC,
- technologii azotonasiarczania wprowadzona do praktyki przemysłowej,
- metody podnoszenia trwałości i niezawodności elementów maszyn i narzędzi[2].

## Odznaczenia i nagrody
- Krzyż Komandorski Orderu Odrodzenia Polski[2],
- Krzyż Oficerski Orderu Odrodzenia Polski[2],
- Medal Komisji Edukacji Narodowej[2]
- Medal Komisji Edukacji Narodowej[2],
- Brązowy medal „Za zasługi dla obronności kraju”[2],
- Srebrny medal cZa zasługi dla obronności kraju”[2],
- Medal im. Marii Skłodowskiej-Curie[2],
- Medal im. Tadeusza Sendzimira[2],
- Medal im. Gabriela Narutowicza[2],
- Krzyż Oficerski „Merite de L’Invention”[2],
- Order Wynalazczości Belgii[2],
- Honorowy Medal Ameryki[2],
- Złoty medal Światowej Organizacji Własności Intelektualnej[2],
- „Złoty Dyplom” przez Stowarzyszenia Wychowanków Politechniki Łódzkiej[1][2].

## Nagrody i wyróżnienia
- Nagroda Miasta Łodzi,
- Nagroda Województwa Kieleckiego,
- Łodzianin Roku 1974,
- Wicemistrz Techniki NOT[2].